# Pozo Bertha Rogers
El Pozo Bertha Rogers fue un pozo de exploración de gas natural ubicado en el condado de Washita, en el estado de Oklahoma, Estados Unidos. Fue perforado por la empresa Lone Star Producing Company en 1974 y alcanzó una profundidad final de 9.583 metros (31.441 pies), lo que lo convirtió en su momento en el pozo más profundo de la Tierra hasta que fue superado por el Pozo superprofundo de Kola en la Unión Soviética.

## Historia y contexto
Durante la década de 1970, en el contexto del auge energético global y la crisis del petróleo, las compañías estadounidenses incrementaron la exploración de recursos en formaciones geológicas profundas. Uno de los objetivos clave era la Cuenca de Anadarko, una zona rica en hidrocarburos ubicada en el centro-sur de Estados Unidos.
La empresa Lone Star Producing Company inició la perforación del pozo Bertha Rogers No. 1 como parte de sus esfuerzos por alcanzar posibles depósitos de gas natural a gran profundidad.

## Características técnicas
- Ubicación: Condado de Washita, Oklahoma, EE. UU.
- Empresa perforadora: Lone Star Producing Company
- Inicio de perforación: 1972
- Finalización: 1974
- Profundidad total alcanzada: 9.583 metros (31.441 pies)
- Presión en el fondo del pozo: Aproximadamente 1.300 atmósferas
- Temperatura máxima registrada: 215 °C (415 °F)

El pozo fue perforado con equipos especializados para soportar las altas temperaturas y presiones de la corteza terrestre. Sin embargo, las condiciones extremas provocaron el deterioro de varias herramientas de perforación, y la operación se volvió cada vez más compleja conforme se avanzaba en profundidad.

## Resultados y abandono
A pesar de los esfuerzos técnicos y económicos, el pozo no encontró reservas significativas de gas natural a esa profundidad. Además, a más de 9 kilómetros bajo tierra, los ingenieros encontraron una bolsa de azufre fundido, lo que obligó a detener la perforación.
Tras evaluar la inviabilidad económica de continuar con el proyecto, el pozo fue taponado parcialmente y reutilizado para extracción de gas natural a profundidades menores.

## Importancia histórica
El Pozo Bertha Rogers fue, durante un breve período, el pozo más profundo jamás perforado por el ser humano, hasta ser superado por el Pozo superprofundo de Kola en 1989, que alcanzó los 12.262 metros.
El proyecto representó un importante avance en las técnicas de perforación en ambientes de alta presión y temperatura, y proporcionó datos geológicos valiosos sobre las capas profundas de la Cuenca de Anadarko.

## Estado actual
El sitio del pozo ya no está en uso para exploración profunda. El pozo fue sellado y reconvertido para extracción de gas convencional. No existen instalaciones visibles en la superficie, aunque forma parte de la historia industrial de Oklahoma y es referenciado en estudios sobre exploración extrema.